# Trichoscypha longifolia
Trichoscypha longifolia är en sumakväxtart som först beskrevs av Joseph Dalton Hooker, och fick sitt nu gällande namn av Adolf Engler. Trichoscypha longifolia ingår i släktet Trichoscypha och familjen sumakväxter. Inga underarter finns listade i Catalogue of Life.